# Аурелио Валкарсел Карол
Аурелио Валкарсел Карол (на испански: Aurelio Valcárcel Carroll) е колумбийски телевизионен продуцент и режисьор.
Известен е с продуцирането на теленовели за телевизионната компания „Телемундо“. Сред най-известните новели, над които работи са Вдовицата в бяло, Аз обичам Пакита Гайего, Любов в пустинята, Отмъщението, Жестока любов и други.

## Филмография
Изпълнителен продуцент
- Съпруг под наем (Marido en alquiler) (2013/2014)
- Лицето на отмъщението (El Rostro de la Venganza) (2012/2013)
- Смело сърце (Corazon Valiente) (2012/2013)
- Опасни връзки (Relaciones Peligrosas) (2012)
- Камериерка в Манхатън (Una Maid en Manhattan) (2011/2012)
- Съседската къща (La Casa de al Lado) (2011)
- Сърцето ми настоява (Mi Corazón Insiste) (2011)
- Аурора (Aurora) (2010/2011)
- Някой те наблюдава (Alguien Te Mira) (2010/2011)
- Призракът на Елена (El Fantasma de Elena) (2010/2011)
- Къде е Елиса? (¿Dónde Está Elisa?) (2010)
- Жестока любов (Perro Amor) (2010)
- Дявол с ангелско сърце (Más Sabe el Diablo) (2009/2010)
- Лицето на другата (El Rostro de Analía) (2008/2009)
- Чужди грехове (Pecados Ajenos) (2007/2008)
- Сладка тайна (Dame chocolate) (2007)
- Вдовицата в бяло (La Viuda de Blanco) (2006/2007)
- Земя на страстта (Tierra de pasiones) (2006)
- Тялото на желанието (El cuerpo del deseo) (2005/2006)
- Анита, не се предавай! (¡Anita, no te rajes!) (2004/2005)
- Осъдена (Prisionera) (2004)
- Любов или измама (Amor descarado) (2003/2004)
- Отмъщението (La Venganza) (2002/2003)
- Адриан пристига (Luzbel está de visita) (2001/2002)
- Любов в пустинята (Amantes del desierto) (2001)

Пост-продукция режисьор – Telemundo-RTI Producciones
- Кралицата на юга (La Reina del Sur) (2010/2011)